# 広津桃子
広津 桃子（ひろつ ももこ　廣津桃子、1918年3月21日 - 1988年11月24日）は、日本の作家、随筆家。広津和郎の娘。

## 来歴
広津和郎と下宿屋の娘神山ふくの長女として生まれる。神山家は幕末に御家人から町人になり、桃子の祖父の代には麴町の英国大使館近くで薪炭を商っていたが、永田町で下宿屋を始めた一家である。生まれて間もなく両親は別居し、母のもとで育つ。日本女子大学国文科卒業後、叔母の神山かねが経営する目黒区駒場町の下宿屋「西山寮」で母と暮らしながら、女学校で教鞭を取っていたが、1945年5月の空襲で西山寮が全焼する。戦後、同人雑誌『文学行動』に「窓」を発表し、1952年より母、叔母とともに藤沢市鵠沼に暮らす。父・和郎の秘書役を務め、1962年に父が真実の妻と呼んで連れ添った松沢はまを、1968年には父を見送り、その直後に父との和解を描いた『波の音』を発表して本格的な文筆活動に入り、1972年に身辺の人々の思い出を綴った『春の音』で田村俊子賞、1981年には網野菊の生涯を描いた『石蕗の花』で女流文学賞受賞。1979年に母と死別して一人暮らしとなってから難病を患い、呼吸不全で亡くなった。祖父広津柳浪から三代の作家といわれたが、作品は少ない。生涯独身であり、桃子の死をもって三代で途絶えた。桃子の没後、広津家三代の文学資料6500点は神奈川近代文学館の所有となった。
1998年に、NHK教育テレビの＜ETV特集＞で澤地久枝が案内役に『文士たちの時代　第一回　悲観もせず　楽観もせず～広津和郎の散文精神』が放映され、桃子も取り上げられた。

## 著書
- 『春の音』 講談社 1972年
- 『父 広津和郎』 毎日新聞社 1973年、中公文庫 1979年
- 『石蕗の花　網野菊さんと私』 講談社 1981年、講談社文芸文庫 1994年
- 『鎌倉花模様』 有隣堂 1982年。丸茂慎一写真

## 展覧会
- 特別展「広津柳浪・和郎・桃子展―広津家三代の文学―」、会期：1998年4月11日 - 5月17日、会場：神奈川近代文学館、主催：県立神奈川近代文学館、財団法人神奈川文学振興会編集委員、編集委員：阿川弘之、中島国彦、橋本迪夫、松原新一[5]